# Ponte da Baía de Sydney
A Ponte da Baía de Sydney (Sydney Harbour Bridge em inglês), sobre a Baía de Sydney, liga o centro financeiro de Sydney (Central Business District) com a North Shore, residencial e comercial.
Concluída em 1932, demorou 8 anos a ser construída, num projeto cujo engenheiro responsável foi John Jacob Crew Bradfield. O arco que suporta o tabuleiro tem um comprimento de 503 m e um peso de 39 mil toneladas. O ponto mais alto do  O comprimento total do tabuleiarco está 134 m acima do nível do mar.
A ponte era a estrutura mais alta da cidade até 1967. De acordo com registros do Guinness Book, é a ponte mais larga e também a ponte de arco em aço mais elevada do mundo. É também a ponte em formato de arco mais longa do mundo. 
A ponte permite a travessia rodoviária, ferroviária e pedonal da Baía de Sydney. A travessia rodoviária foi reforçada em 1992 com a abertura do Túnel da Baía de Sydney (Sydney Harbour Tunnel).

## Bandeira aborígene
A bandeira aborígene é importante para a representação dos povos tradicionais australianos. Ela já havia sido palco de polêmicas, quando seu criador, Harold Thomas, vendeu os direitos autorais da bandeira para a empresa WAM Clothing, que passou a processar qualquer um que a usasse sem permissão. Os direitos autorais, porém, foram adquiridos pelo governo.
A bandeira aborígene era hasteada na Ponte da Baía de Sydney apenas 19 dias por ano. Por isso, em 2017, a kamilaori Cheree Toka criou uma petição para que a bandeira fosse hasteada de forma permanente. O movimento cresceu e ganhou apoio do Partido Trabalhista Australiano, porém recebeu resistência devido aos altos custos envolvidos. Com a chegada de Dominic Perrottet como Primeiro-Ministro de Nova Gales do Sul, o projeto foi aceito, com um orçamento de A$ 25 milhões, que gerou uma nova onda de críticas na Austrália. Então, ficou acordado que não seria construído um novo mastro para a bandeira, mas simplesmente realocariam a bandeira de Nova Gales do Sul para outro lugar e a substituiriam pela aborígene.